# Jardim do Paço (Castelo Branco)
O Jardim do Paço, ou Jardim do Paço Episcopal, situa-se em Castelo Branco junto do antigo palácio episcopal.
Criado no século XVIII pelo bispo João de Mendonça, está organizado num padrão formal, mas na sua profusão de estátuas. De estilo barroco e frequentemente bizarros, os santos e apóstolos alinham-se nas sebes, os leões de pedra reflectem-se nos lagos e os monarcas guardam as balustradas. Os odiados reis dos 60 anos de domínio espanhol, são em tamanho reduzido.
O Paço Episcopal chegou a servir de residência permanente aos Bispos da Guarda e, de 1771 a 1831, aos da Diocese de Castelo Branco, diocese que a seguir foi junta à de Portalegre, formando a Diocese de Portalegre-Castelo Branco.

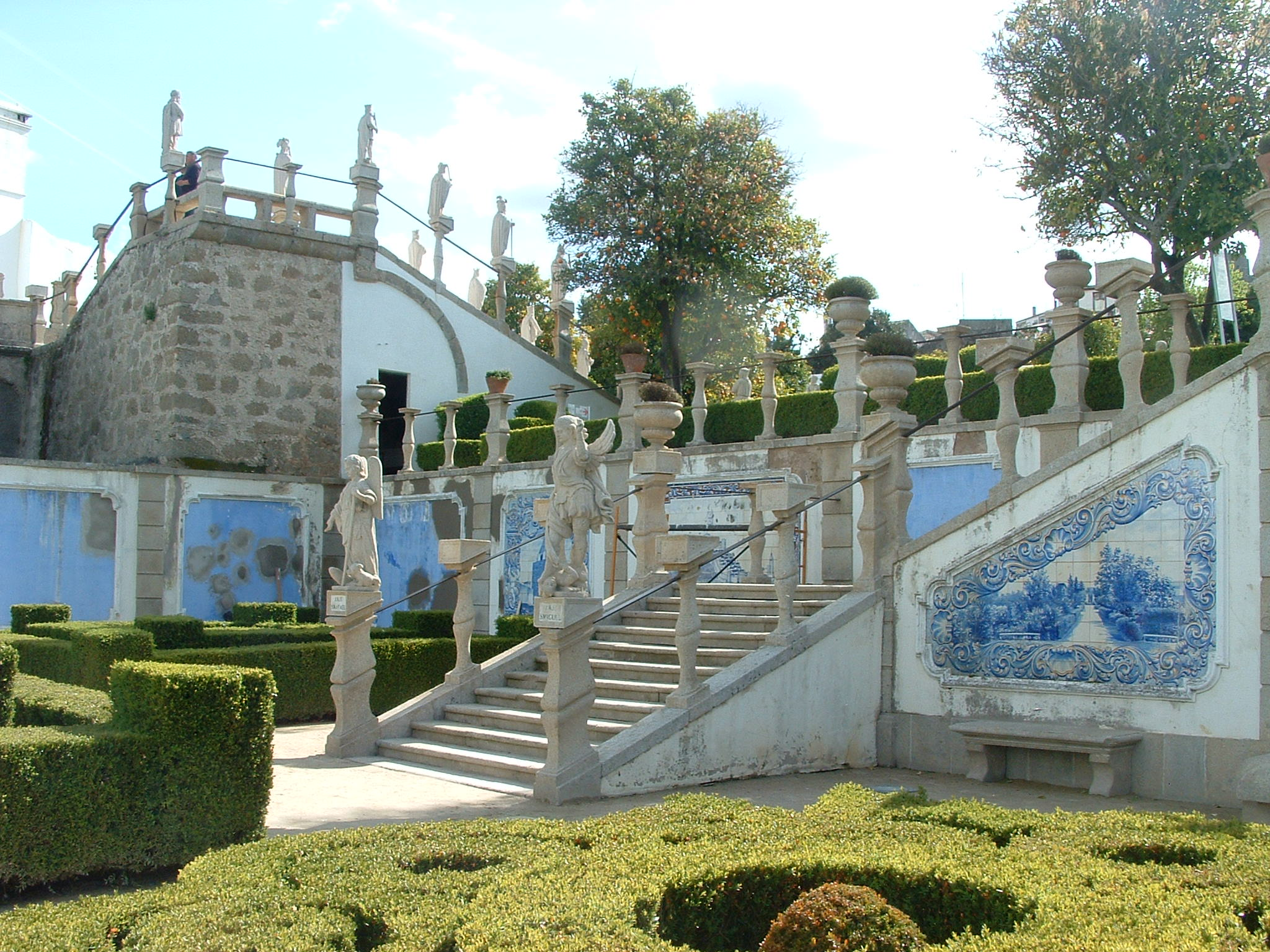
Nesta foto da entrada podem-se apreciar algumas estátuas do Jardim do Paço, actualmente de pedra, embora conste que foram outrora de bronze, pilhadas durante as invasões francesas.

O Jardim do Paço Episcopal, em conjunto com o próprio Paço Episcopal e o Passadiço encontram-se classificados como Monumento Nacional desde 2018.